# راد سرلینگ
راد سرلینگ (انگلیسی: Rod Serling; ۲۵ دسامبر ۱۹۲۴ – ۲۸ ژوئن ۱۹۷۵) نویسنده و تهیه‌کننده اهل ایالات متحده آمریکا بود.

## جوایز
وی همچنین برنده جوایزی همچون پرپل هارت شده‌است.

## گزیده فیلمشناسی
از فیلم‌ها یا برنامه‌های تلویزیونی که وی در آن نقش داشته‌است می‌توان به آثار زیر اشاره کرد:
- مرثیه برای یک سنگین‌وزن (۱۹۵۶)
- منطقه نیمه‌روشن (۱۹۵۹–۶۴)
- مرثیه برای یک سنگین‌وزن (۱۹۶۲)
- هفت روز در ماه مه (۱۹۶۴)
- سیاره میمون‌ها (فیلم ۱۹۶۸) (۱۹۶۸)
- نایت گالری (۱۹۷۰–۷۳)
- مرد (فیلم ۱۹۷۲) (۱۹۷۲)
- شبح بهشت (۱۹۷۴)